# 인도판

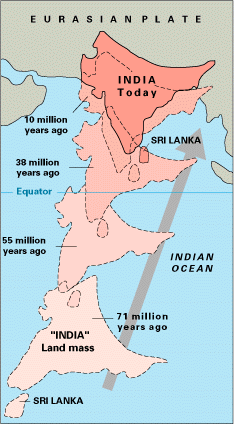
인도판의 이동 과정

인도판(Indian Plate)은 지구의 지각판의 하나로, 한 때는 곤드와나 대륙의 일부였으나, 쪼개져 독립된 판이 되었다. 약 5000~5500만년 전에 인접한 오스트레일리아판과 합쳐졌다. 오늘날에는 인도-오스트레일리아판의 일부로서, 인도 대륙과 인도양의 해분을 포함한다.
약 9000만년 전의 백악기 후기에 곤드와나 대륙이 갈라지면서 하나로 붙어있던 인도와 마다가스카르가 분리되기 시작했다. 인도판은 1년에 20cm의 속도로 북쪽으로 이동하였고 신생대의 에오세 때인 5000~5500만년 전부터 아시아와 충돌하기 시작했다. 이 기간에 인도판은 2000~3000km를 이동했고 이것은 다른 어떤 판들의 이동보다도 빠른 것이다. 2007년에 독일의 지질학자들은 인도판이 빠르게 이동한 이유는 예전에 곤드와나를 구성하던 다른 판들에 비해 그 두께가 절반 밖에 되지 않았기 때문이라고 결론지었다.
인도와 네팔 사이의 국경을 따라 유라시아판과 충돌하면서 티베트고원과 히말라야산맥이라는 조산대를 형성하였다.
인도판은 현재 북동쪽으로 1년에 5cm씩 움직이는 반면에 유라시아판은 북쪽으로 1년에 2cm 밖에 움직이지 않는다. 이것은 유라시아판이 찌그러지고 인도판이 1년에 4mm씩 압축되는 원인이 되고 있다.

## 같이 보기
- 지사학